# 门希霍夫
门希霍夫是奥地利布尔根兰州滨湖新锡德尔县的一个市镇。总面积33.57平方公里，总人口2257人，人口密度67.2人/平方公里（2001年）。